# 小白宮 (沃姆斯普林斯)

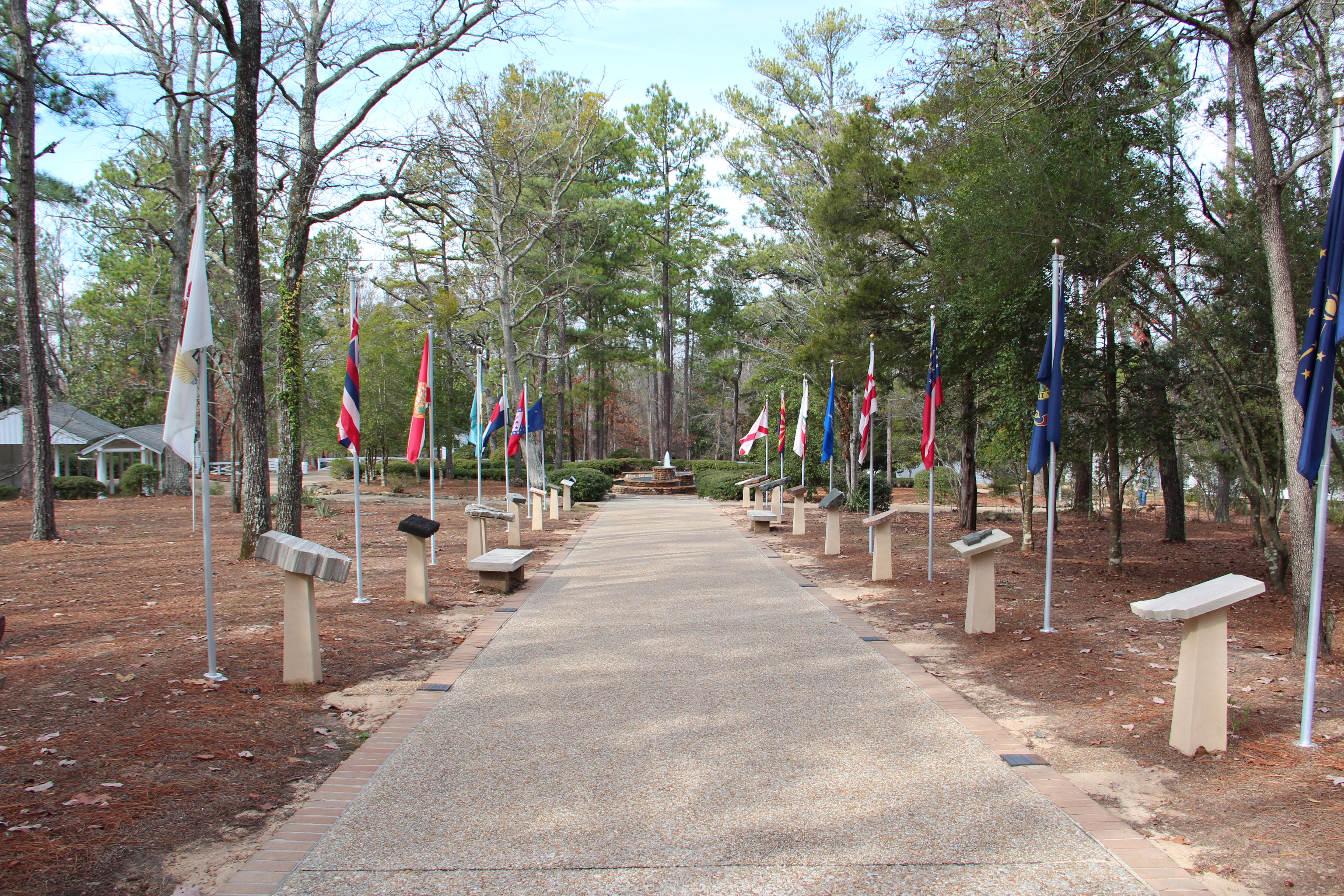
旗幟與石碑步道

小白宫，位于佐治亚州南部暖泉镇（沃姆斯普林斯），距离亚特兰大市110公里。这里曾是第32任美国总统富兰克林·罗斯福休假、养病的地方。在第二次世界大战期间，罗斯福总统也数次来过这里。1945年4月12日，罗斯福总统因脑溢血在小白宫去世。这里的房屋和其他历史遗迹保存完好如初，佐治亚州政府把这里正式定名为「罗斯福小白宫历史遗址」
，全年向公众开放。小白宫庭院内里有全美五十个州赠送的众多石刻，各个都采用各州的独特石料加工雕刻而成。